# 라르도

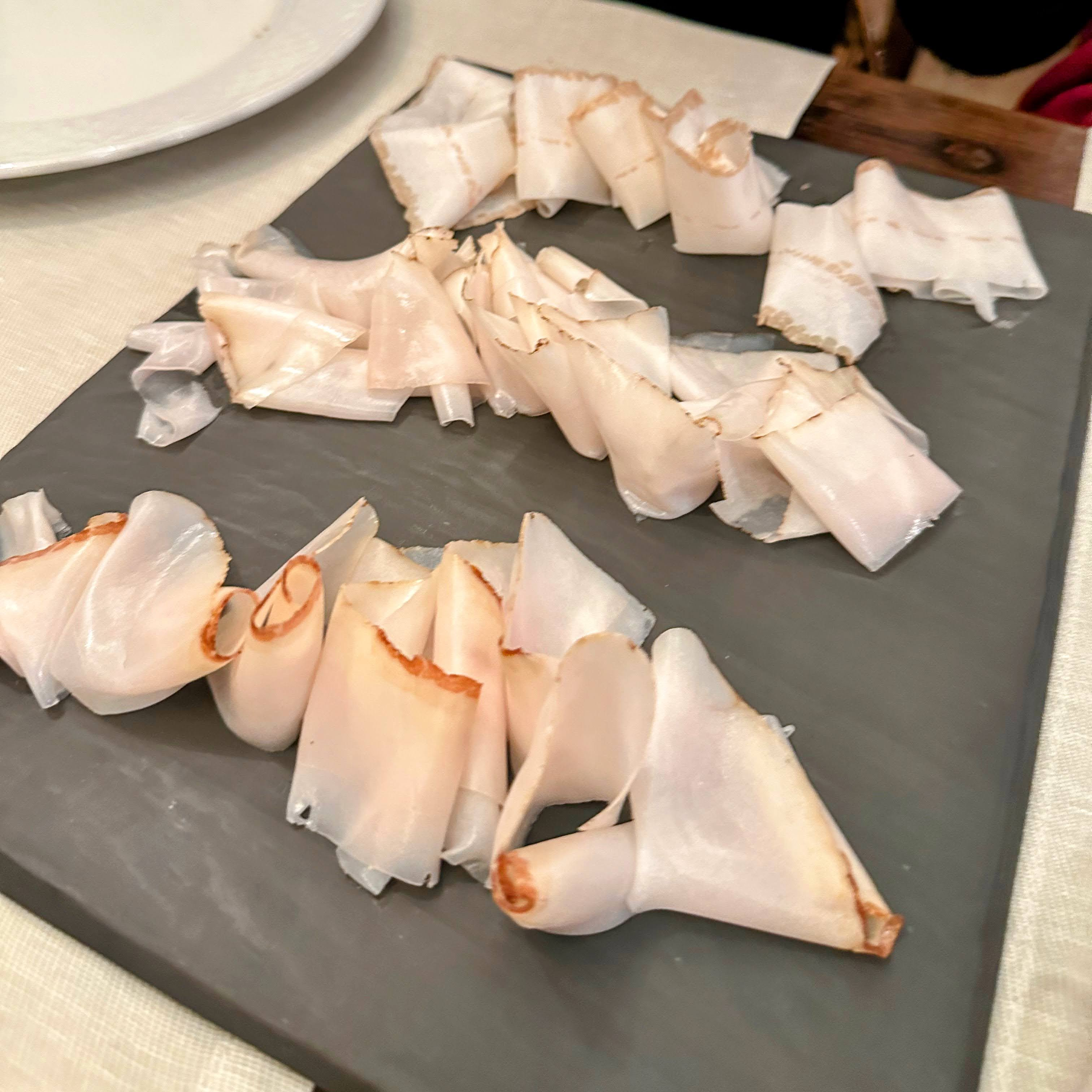
얇게 썬 세 가지 종류의 라르도

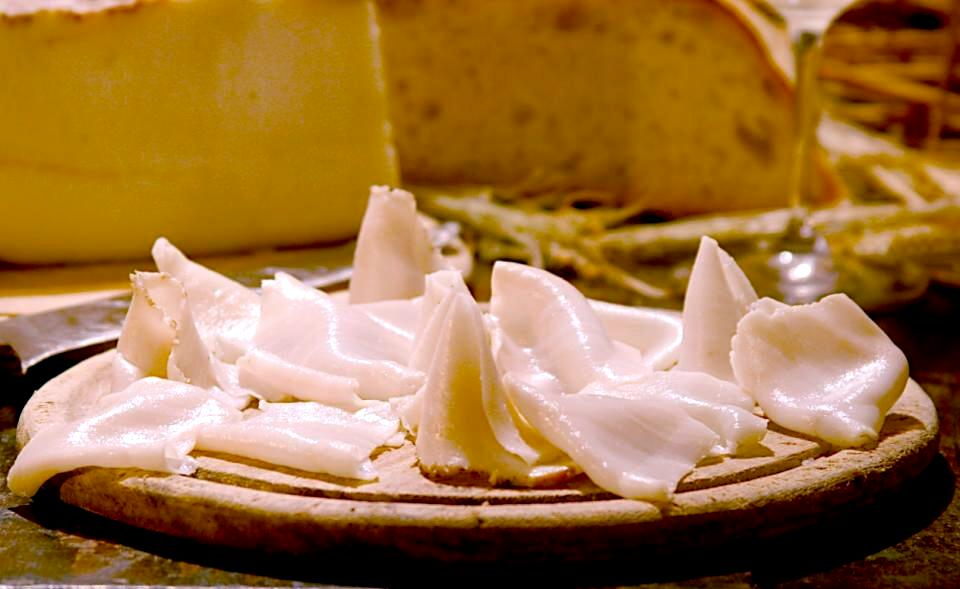
콜론나타 라르도

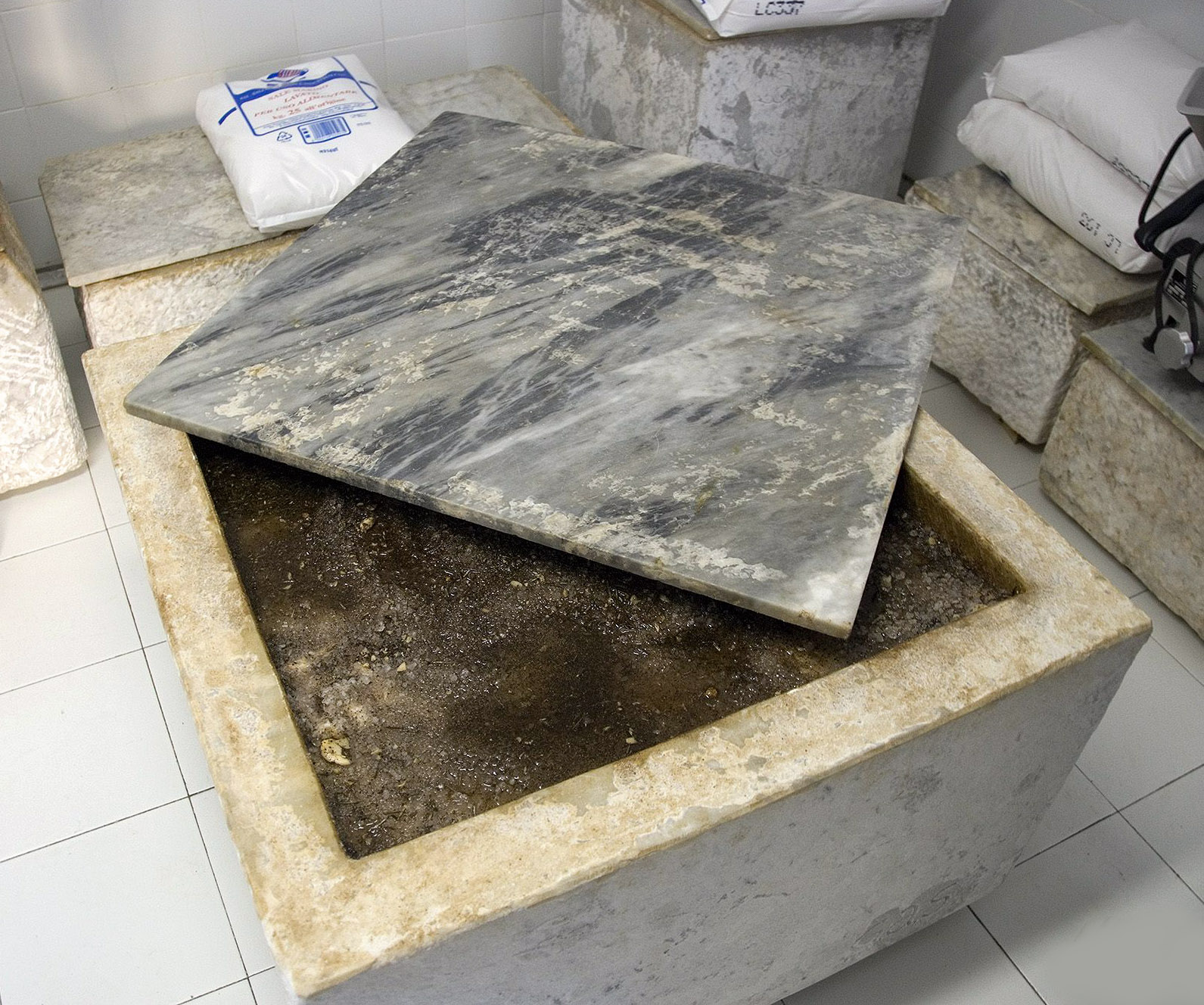
콜론나타 라르도 숙성용 대리석 분지

라르도(이탈리아어: Lardo)는 지방을 로즈메리와 다른 허브 및 향신료로 염지하여 만든 살루메의 한 종류이다.
가장 유명한 라르도는 토스카나주의 프라치오네 (작은 마을)인 콜론나타에서 생산되며, 이곳에서는 고대 로마 시대부터 라르도를 만들어 왔다. 콜론나타는 대리석으로 유명한 큰 도시인 카라라의 프라치오네이다. 콜론나타 자체도 카라라 대리석이 채석되는 곳이며, 전통적으로 라르도는 이 대리석으로 만든 분지에서 몇 달 동안 숙성된다. 콜론나타 라르도는 2004년부터 맛의 방주 유산 식품 목록에 포함되었고, 지리적 표시 보호 (PGI) 상태를 누리고 있다. 이는 90% 이상의 지질로 구성되어 있다.

## 같이 보기
- 발레다오스타 라르 드 아르나드